# Az Amerikai Virgin-szigetek az 1988. évi nyári olimpiai játékokon
Az Amerikai Virgin-szigetek a dél-koreai Szöulban megrendezett 1988. évi nyári olimpiai játékok egyik részt vevő nemzete volt. Az országot az olimpián 7 sportágban 22 sportoló képviselte, akik összesen 1 érmet szereztek. Az Amerikai Virgin-szigetek első érmét szerezte az olimpiai játékok történetében.

## Érmesek
| Érem  | Versenyző      | Sportág    | Versenyszám |
| ----- | -------------- | ---------- | ----------- |
| Ezüst | Peter Holmberg | Vitorlázás | Finn dingi  |

## Atlétika
Férfi
| Versenyző        | Versenyszám | Előfutam | Előfutam | Előfutam | Negyeddöntő | Negyeddöntő | Negyeddöntő | Elődöntő | Elődöntő | Elődöntő | Döntő   | Döntő    |
| Versenyző        | Versenyszám | Idő      | Hely.    | Össz.    | Idő         | Hely.       | Össz.       | Idő      | Hely.    | Össz.    | Idő     | Helyezés |
| ---------------- | ----------- | -------- | -------- | -------- | ----------- | ----------- | ----------- | -------- | -------- | -------- | ------- | -------- |
| Neville Hodge    | 100 m       | 10,73    | 5.       | 61.      | kiesett     | kiesett     | kiesett     | kiesett  | kiesett  | kiesett  | kiesett | kiesett  |
| Jimmy Flemming   | 100 m       | 10,70    | 6.       | 56.**    | kiesett     | kiesett     | kiesett     | kiesett  | kiesett  | kiesett  | kiesett | kiesett  |
| Jimmy Flemming   | 200 m       | 21,33    | 3.       | 32.**    | 21,23       | 6.          | 30.         | kiesett  | kiesett  | kiesett  | kiesett | kiesett  |
| Desai Wynter     | 400 m       | 48,39    | 8.       | 53.      | kiesett     | kiesett     | kiesett     | kiesett  | kiesett  | kiesett  | kiesett | kiesett  |
| Calvin Dallas    | Maraton     |          |          |          |             |             |             |          |          |          | 2:42:19 | 77.      |
| Wallace Williams | Maraton     |          |          |          |             |             |             |          |          |          | 2:44:40 | 81.      |
| Marlon Williams  | Maraton     |          |          |          |             |             |             |          |          |          | 2:52:06 | 88.      |

Női
| Versenyző   | Versenyszám | Előfutam | Előfutam | Előfutam | Negyeddöntő | Negyeddöntő | Negyeddöntő | Elődöntő | Elődöntő | Elődöntő | Döntő   | Döntő    |
| Versenyző   | Versenyszám | Idő      | Hely.    | Össz.    | Idő         | Hely.       | Össz.       | Idő      | Hely.    | Össz.    | Idő     | Helyezés |
| ----------- | ----------- | -------- | -------- | -------- | ----------- | ----------- | ----------- | -------- | -------- | -------- | ------- | -------- |
| Ruth Morris | 200 m       | 24,51    | 6.       | 42.      | kiesett     | kiesett     | kiesett     | kiesett  | kiesett  | kiesett  | kiesett | kiesett  |
| Ruth Morris | 400 m       | 55,60    | 6.       | 36.      | kiesett     | kiesett     | kiesett     | kiesett  | kiesett  | kiesett  | kiesett | kiesett  |

** - két másik versenyzővel azonos eredményt ért el

## Kerékpározás

### Országúti kerékpározás
Női
| Versenyző          | Versenyszám   | Idő             | Helyezés |
| ------------------ | ------------- | --------------- | -------- |
| Stephanie McKnight | Mezőnyverseny | 2:01:50 (+0:58) | 48.      |

## Lovaglás
Lovastusa
| Versenyző    | Ló        | Versenyszám | Díjlovaglás | Díjlovaglás | Tereplovaglás | Tereplovaglás | Díjugratás | Díjugratás | Végeredmény | Végeredmény |
| Versenyző    | Ló        | Versenyszám | Bünt.       | Hely.       | Bünt.         | Hely.         | Bünt.      | Hely.      | Bünt.       | Helyezés    |
| ------------ | --------- | ----------- | ----------- | ----------- | ------------- | ------------- | ---------- | ---------- | ----------- | ----------- |
| Eric Brodnax | Marcellus | Egyéni      | 74,20       | 35.         | 333,60        | 38.           | 10,00      | 22.        | 417,80      | 35.         |

## Sportlövészet
Férfi
| Versenyző      | Versenyszám           | Selejtező | Selejtező | Döntő   | Döntő    |
| Versenyző      | Versenyszám           | Pont      | Helyezés  | Pont    | Helyezés |
| -------------- | --------------------- | --------- | --------- | ------- | -------- |
| Bruce Meredith | Sportpuska, fekvő     | 586       | 50.       | kiesett | kiesett  |
| Bruce Meredith | Sportpuska, összetett | 1141      | 47.       | kiesett | kiesett  |

## Úszás
Férfi
| Versenyző                                                         | Versenyszám            | Előfutam | Előfutam | Előfutam | Döntő   | Döntő   | Döntő   | Helyezés |
| Versenyző                                                         | Versenyszám            | Idő      | Hely.    | Össz.    | Típus   | Idő     | Hely.   | Helyezés |
| ----------------------------------------------------------------- | ---------------------- | -------- | -------- | -------- | ------- | ------- | ------- | -------- |
| Kraig Singleton                                                   | 100 m mell             | 1:11,68  | 7.       | 55.      | kiesett | kiesett | kiesett | kiesett  |
| Kraig Singleton                                                   | 200 m mell             | 2:36,45  | 3.       | 49.      | kiesett | kiesett | kiesett | kiesett  |
| Kraig Singleton                                                   | 200 m vegyes           | 2:16,93  | 3.       | 46.      | kiesett | kiesett | kiesett | kiesett  |
| Ronald Pickard                                                    | 100 m gyors            | 54,72    | 5.       | 58.      | kiesett | kiesett | kiesett | kiesett  |
| Ronald Pickard                                                    | 50 m gyors             | 25,01    | 2.       | 47.      | kiesett | kiesett | kiesett | kiesett  |
| Hans Foerster                                                     | 50 m gyors             | 24,72    | 5.       | 44.      | kiesett | kiesett | kiesett | kiesett  |
| Hans Foerster                                                     | 100 m gyors            | 54,29    | 2.       | 54.      | kiesett | kiesett | kiesett | kiesett  |
| Hans Foerster                                                     | 200 m gyors            | 2:01,94  | 2.       | 58.      | kiesett | kiesett | kiesett | kiesett  |
| Kristan Singleton                                                 | 200 m gyors            | 2:06,45  | 3.       | 59.      | kiesett | kiesett | kiesett | kiesett  |
| Kristan Singleton                                                 | 100 m pillangó         | 1:00,97  | 6.       | 44.      | kiesett | kiesett | kiesett | kiesett  |
| Kristan Singleton                                                 | 200 m pillangó         | 2:19,68  | 4.       | 40.      | kiesett | kiesett | kiesett | kiesett  |
| William Cleveland                                                 | 200 m pillangó         | 2:13,19  | 3.       | 39.      | kiesett | kiesett | kiesett | kiesett  |
| William Cleveland                                                 | 100 m pillangó         | 1:01,10  | 7.       | 45.      | kiesett | kiesett | kiesett | kiesett  |
| Hans Foerster Kraig Singleton Kristan Singleton William Cleveland | 4 × 100 m gyorsváltó   | 3:43,23  | 6.       | 18.      | kiesett | kiesett | kiesett | kiesett  |
| Hans Foerster Kraig Singleton Ronald Pickard William Cleveland    | 4 × 200 m gyorsváltó   | 8:15,51  | 8.       | 13.      | kiesett | kiesett | kiesett | kiesett  |
| William Cleveland Kraig Singleton Kristan Singleton Hans Foerster | 4 × 100 m vegyes váltó | 4:15,03  | 2.       | 24.      | kiesett | kiesett | kiesett | kiesett  |

Női
| Versenyző     | Versenyszám | Előfutam | Előfutam | Előfutam | Döntő   | Döntő   | Döntő   | Helyezés |
| Versenyző     | Versenyszám | Idő      | Hely.    | Össz.    | Típus   | Idő     | Hely.   | Helyezés |
| ------------- | ----------- | -------- | -------- | -------- | ------- | ------- | ------- | -------- |
| Tricia Duncan | 100 m hát   | 1:10,37  | 2.       | 34.      | kiesett | kiesett | kiesett | kiesett  |
| Tricia Duncan | 200 m hát   | 2:33,97  | 2.       | 30.      | kiesett | kiesett | kiesett | kiesett  |

## Vitorlázás
Férfi
| Versenyző      | Versenyszám | Futam | Futam | Futam | Futam    | Futam   | Futam | Futam | Pontszám | Helyezés |
| Versenyző      | Versenyszám | 1     | 2     | 3     | 4        | 5       | 6     | 7     | Pontszám | Helyezés |
| -------------- | ----------- | ----- | ----- | ----- | -------- | ------- | ----- | ----- | -------- | -------- |
| Luke Baldauf   | Divízió II  | 31,0  | 31,0  | 36,0  | 28,0     | (52,0*) | 27,0  | 21,0  | 174,0    | 24.      |
| Peter Holmberg | Finn dingi  | 23,0  | 3,0   | 5,7   | (40,0**) | 0,0     | 5,7   | 3,0   | 40,4     |          |

Nyílt
| Versenyző                         | Versenyszám | Futam | Futam | Futam  | Futam | Futam     | Futam | Futam | Pontszám | Helyezés |
| Versenyző                         | Versenyszám | 1     | 2     | 3      | 4     | 5         | 6     | 7     | Pontszám | Helyezés |
| --------------------------------- | ----------- | ----- | ----- | ------ | ----- | --------- | ----- | ----- | -------- | -------- |
| John Foster, Jr. John Foster, Sr. | Csillaghajó | 23,0  | 23,0  | (26,0) | 24,0  | 24,0      | 21,0  | 22,0  | 137,0    | 20.      |
| Hans Reiter Jean Braure           | Tornádó     | 27,0  | 29,0  | 26,0   | 27,0  | (30,0***) | 27,0  | 30,0  | 166,0    | 22.      |

* - nem ért célba

** - kizárták (korai rajt)

*** - feladta